# Jean Taris
Jean Taris (n. 6 iulie 1909, Versailles, Seine-et-Oise, Franța – d. 10 ianuarie 1977, Grasse, Provence-Alpes-Côte d'Azur, Franța) a fost un înotător francez, medaliat olimpic. A participat la 3 ediții ale Jocurilor Olimpice (1928, 1932, 1936) în care a câștigat o medalie de argint.